# Štefan Svitek (Basketballspieler, 1977)
Štefan Svitek (* 25. Mai 1977 in Považská Bystrica) ist ein slowakischer Basketballspieler.
Der 70-fache slowakische Nationalspieler gewann zweimal den slowakischen Pokal mit Chemosvit SVIT und schaffte 2003 den Aufstieg mit der BG Karlsruhe in die Basketball-Bundesliga.